# Tadeáš Salva
Tadeáš Salva (22. října 1937 Lúčky – 3. ledna 1995 Bratislava) byl slovenský hudební skladatel, pedagog a výtvarník.

## Život
Narodil se v obci Lúčky v Chočském pohoří. V Žilině studoval v letech 1953–1958 na Vyšší hudební škole hru na violoncello, akordeon a na klavír. Pokračoval ve studiu skladby na Vysoké škole múzických umění v Bratislavě u Alexandra Moyzese a Jána Cikkera. Vzdělání dokončil na Státní vyšší hudební škole v Katovicích u Bolesława Szabelského. Několik soukromých konzultací mu poskytl i skladatel Witold Lutoslawski.
Po dokončení studia se stal vedoucím Hudební redakce Čs. rozhlasu v Košicích a v roce 1968 dramaturgem Čs. televize v Bratislavě. V letech 1977–1988 byl dramaturgem SĽUKu. V roce 1991 se na Vysoké škole múzických umění v Bratislavě habilitoval docentem a poté působil na Katedře hudební výchovy Pedagogické fakulty Univerzity Konštantína Filozofa v Nitře. V letech 1990–1995 byl předsedou Spolku slovenských skladatelů.
Zemřel v Bratislavě 3. ledna 1995 ve věku nedožitých 58 let.

## Dílo

### Jevištní díla
- Tragédia človeka (1967)
- Zem (1967)
- Princezná Medunička (1970)
- Margita a Besná (televízna opera, 1971)
- Farbuška (1972)
- Junácka pasovačka (detská televízna spevohra, 1974)
- Tebe neodzvonia (1974)
- Detvan (1975)
- Klopanie na rínu (opera-balet, 1975)
- Gajdoš z hudcovho vrchu (1976
- Mníška (1978)
- Reminiscor (opera– balet, 1982)
- Mechúrik-Koščúrik s kamarátmi (hudobná rozprávka, 1983)

### Orchestrální skladby
- Idée op. 4 (1962)
- Symfonietta in C pre sláčikový orchester (1962)
- Canticum Zachariae op. 5b (1963)
- Sedem kresieb pre inštrumentálny súbor (1964)
- Symfónia lásky op. 6 (1966)
- Requiem aeternam op. 9 (1967)
- Koncert op. 11 pre violončelo a komorný orchester (1967)
- Mša Glagolskaja op. 13 pre zbor, orchester a organ (1969)
- Hrajte že mi, hrajte, husličky z javora op. 16 (1970)
- Musica per archi (1970)
- Óda 1970 (venované 200. výročiu L. van Beethovena, 1970)
- Burleska pre husle, osem ženských hlasov a komorný orchester (1970)
- Etuda pre orchester (1972)
- Vojna a svet op. 25 (Poéma na text V. Majakovského pre sóla, zbor a orchester, 1972)
- Balada-fantázia pre soprán, klavír a orchester (1973)
- Slávnostná hudba pre orchester (1974)
- Slovenská rapsódia pre flautu a sláčikový orchester (1975)
- Ária pre bas, klavír a sláčikový orchester (1975)
- Koncertantná rapsódia (1976)
- Koncertantná symfónia (1978)
- Musica in memoriam Arthur Honegger pre trúbku, bas, organ a sláčikový orchester (1978)
- Slovenské concerto grosso č. 1 (1978)
- Uspávanky pre ženský zbor a orchester (1979)
- Slovenské concerto grosso č. 2 (1981)
- Rapsódia pre husle a orchester (1981)
- Symfonia pastoralis in E in memoriam B. Szabelski (1983)
- 12 symfonických prelúdií (1987)
- Slovenská pieseň piesní (1987, text Marcus Aurelius, sv. Cyril a Metod, Milan Rúfus)
- Vianočné pastorále (1987)
- Balada-symfónia pre klarinet, trúbku piston, timpany a sláčiky (1988)
- Slovenské concerto grosso č. 5 (1989)
- Komorná symfónia – Liturgická (1989/1994)
- Symfónia č. 5 (1990)
- Perpetuum mobile (koncertantná hudba na goralské témy, 1992)
- Slovenské liturgické concerto grosso (1994)
- Balada pre klavír a orchester
- In memoriam Arthur Honegger pre organ a orchester

### Elektroakustické skladby
- Rozhlasové oratórium (1965)
- Alikvoty op. 19 (1971)
- Balada (1975)
- Terchovské pastorále (1975)
- Plač (rozhlasová kvadrofónna opera, 1976)
- Medzi horami (Etuda pre troje huslí na folklórne motívy zo Zvolena, 1987)

Kromě toho komponoval komorní hudbu, písně, sbory a provedl i řadu folklórních úprav.